# El Gornés
El Gornés és una masia desapareguda de la Cellera de Ter (Selva) que estava inclosa a l'Inventari del Patrimoni Arquitectònic de Catalunya.

## Descripció
Edifici de planta irregular, aïllat, de dues plantes i cobert amb doble vessant a façana. Està format per dos sectors, un d'afegit a l'altre, a més dels pallers situats a la part posterior. A tocar la façana principal, al costat sud, hi ha una ampliació de l'edifici original.
Actualment, la masia està en avançat estat d'enrunament i abandonada fins al punt que es fa difícil l'accés a les proximitats d’aquesta.
La façana principal està formada per un gran portal adovellat de pedra sorrenca en forma d'arc de mig punt. Sobre d'ell hi ha una finestra rectangular motllurada amb una llinda monolítica. Els ràfecs són simples.
El costat de llevant conté diverses finestres emmarcades de pedra amb llindes monolítiques.
L'any 2015 el Gornés va ser adquirit per un nou propietari amb la intenció de restaurar l'edifici i fer-lo habitable de nou, la seva estructura original va ser modificada amb la inclusió de noves obertures i l'addició de pedres nobles de creació moderna. Les obres es van acabar el 2020.

## Història
El Plantadís és la part més alta del terme i fou molt important durant l'època medieval. Actualment ha perdut pràcticament tota la seva població i les seves cases són abandonades o enrunades. Avui és un lloc privilegiat per gaudir de la natura amb algunes fonts interessants (Font del Bassi) i algun mas conservat per l'Agrupament Escolta (Can Torra).
És una masia antiga que havia rebut els noms de Gaià, Domènec i Gasull, i està situada al bell mig del Plantadís, en un vessant de la muntanya des d'on hi ha un gran domini visual.
El Gornés fou una de les masies més importants de la zona del Plantadís i la casa pairal d'un dels bandolers de la banda d'en “Felip”, un grup de trabucaires carlistes famós pel segrest de dos grans terratinents de la Cellera el 1842.
Els masos de la zona del Plantadís es va despoblar durant els anys seixanta, quan la difusió del gas butà va arraconar la indústria, artesanal i forestal, del carboneig. Actualment la masia està en molt mal estat de tal manera que l'accés n'és impossible sense un estassabarders, com que els esbarzers han ocupat tot l'espai de l'entorn. El sostre cau de mica en mica i el procés d'enrunament avança ràpidament.